# Valdi Moder
Valdi Moder, de son vrai nom Władysław Moder  (décédé le 5 juillet 2012 à Lichfield), est un musicien polonais de heavy metal et pop. Il se produisait dans les groupes Ceti, Alkatraz et Kat, jouant divers genre de metal,.

## Biographie
Après un épisode au sein de Ceti, où le chanteur Grzegorz Kupczyk l'écarte de la formation, il rejoint Alkatraz, un groupe créé par Roman Kostrzewski, avec lequel il enregistre un album et part en tournée. Alkatraz suspend bientôt ses activités et Moder participe aux concerts du Katz réactivé. Cependant, le guitariste du groupe, Piotr Luczyk, ne voit aucune place pour lui dans le line-up et c'est ainsi que sa collaboration avec Katz prend fin.
Il joue brièvement de la guitare dans le groupe de Roman Kostrzewski - Kat and Roman Kostrzewski (2004-2005). Il collabore également avec la formation Ich Troje.
Il décède le 5 juillet 2012 à Lichfield, en Angleterre,. La cause du décès du musicien n'est pas rendue publique.

## Discographie
- 1993 : Symphony of Dreams (Metal Mind Productions)
- 2001 : Error (Silverton, sous Alkatraz)
- 2006 : Przebudzenie (Alfaton)
- 2007 : Rockplanet (b.d.)